# Leucospis buchi
Leucospis buchi är en stekelart som beskrevs av Karl-Johan Hedqvist 1968. Leucospis buchi ingår i släktet Leucospis och familjen Leucospidae. Inga underarter finns listade i Catalogue of Life.